# Kościół św. Maksymiliana Kolbego w Lublinie
Kościół pod wezwaniem św. Maksymiliana Kolbego w Lublinie – świątynia rzymskokatolicka w dzielnicy Kośminek w Lublinie zbudowana w latach 1984-1985 przy ulicy Droga Męczenników Majdanka 27.

## Historia

### Początki

#### Zgoda na budowę kościoła
Kościół zbudowano na terenie zabranym niegdyś przez władze i przeznaczonym na cele rekreacyjne. W marcu 1981 roku dzięki staraniom biskupa Bolesława Pylaka władze wyraziły zgodę na budowę kościoła. 

#### Tymczasowa kaplica i pożar
W listopadzie tego samego roku na terenie obecnego kościoła została wyświęcona tymczasowa, drewniana kaplica. Dokładnie rok później (w nocy 22 listopada 1982) kaplica spłonęła doszczętnie, podpalona przez "nieznanych sprawców". Akt tego wandalizmu stał się impulsem do mobilizacji parafian oraz ludzi dobrej woli w celu odbudowy kaplicy i budowy obecnego kościoła. 

#### Budowa obecnej świątyni
Autorami jego projektu byli lubelscy architekci Stanisław Lichota i Andrzej Lis. W październiku 1984 biskup Bolesław Pylak dokonał wmurowania kamienia węgielnego pod budowę świątyni. W grudniu 1985 roku w nowej świątyni zostaje odprawiona pierwsza msza święta – pasterka. 24 grudnia 1986 biskup Pylak dokonał wstępnego poświęcenia kościoła, a 8 grudnia 1991 uroczyście poświęcił kościół.

#### Budowa dzwonnicy

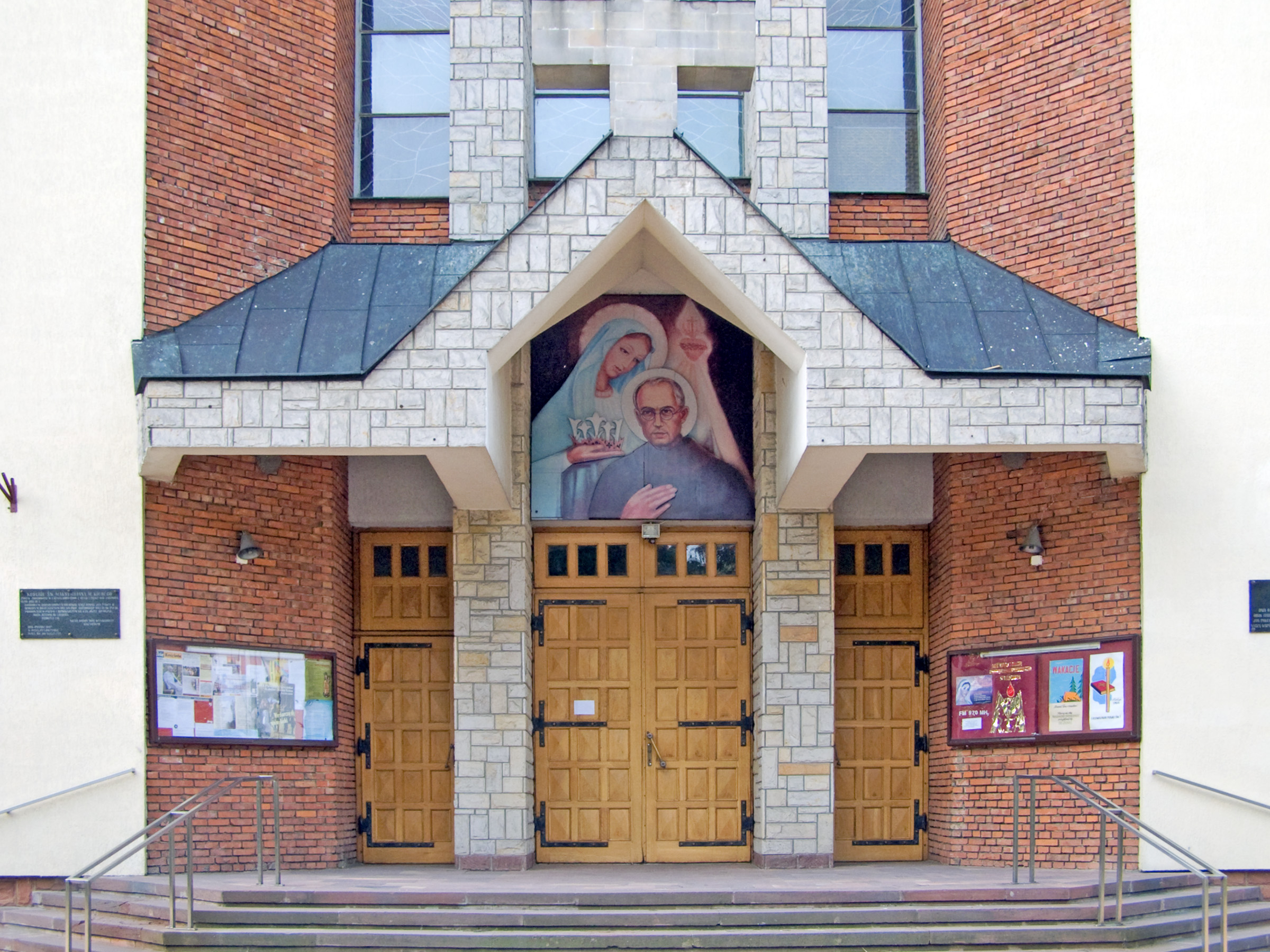
Wejście główne kościoła

W 1992 roku zostaje zakończona budowa żelbetowej dzwonnicy stojącej obok kościoła. Znajdują się w niej obecnie 3 dzwony ("Jan Paweł II", "Maksymilian" i "Maria") o łącznej wadze 2 ton, firmy Felczyńskich. 

#### Późniejsze remonty i obecny stan
Od momentu konsekracji kościół podlega ciągłemu wykończeniu wnętrza i terenu okalającego budynek. W latach 90. urozmaicano wystrój kościoła, który przez pierwsze lata z elementów charakterystycznych dla wystroju świątyń rzymskokatolickich posiadał jedynie krzyż z rzeźbą Chrystusa na ołtarzu. Nieopodal kościoła znajdują się Viae Lucis Mariae (pol.) Drogi Światła Maryi, czyli parkowa droga, przy której znajdują się kamienie z wymienionymi 20 tajemnicami różańca oraz figura NMP. Całość stanowi mały kompleks parkowy poświęcony Matce Bożej, który ma być miejscem modlitwy dla miejscowych parafian. Przy drogach znajdują się ławki.